# Pitfall!
Pitfall! (engl. für „Fallgrube!“) ist ein im Jahr 1982 von Activision veröffentlichtes Videospiel des Entwicklers David Crane für die Spielkonsole Atari 2600.
Pitfall! war nach Donkey Kong das zweite weltweit bekannte Jump ’n’ Run (Plattformspiel) und das erste ohne eine vorgegebene Abfolge von Leveln. Es erschienen zahlreiche Nachfolger und Adaptionen für andere Systeme.
Im Jahr 1984 erschien der Nachfolger namens Pitfall II: Lost Caverns.

## Handlung
Der Spieler steuert die Figur Pitfall Harry in einer Dschungel-Umgebung über verschiedene Hindernisse (unter anderem rollende Baumstämme, Seen, Skorpione, Krokodile, Treibsand, …). Ziel des Spieles ist es, 32 Schätze (Goldbarren, Silberbarren, Brillantringe und Geldsäcke) innerhalb eines Zeitraumes von 20 Minuten einzusammeln. Der Szenenwechsel erfolgt horizontal beim Erreichen des Bildrandes. Das gesamte Spielgebiet erstreckt sich über 255 Bildschirme.
Dabei hat der Spieler die Möglichkeit, Pitfall Harry auf zwei Ebenen durch das Spielgebiet zu steuern: Über den normalen Weg auf der Erde oder durch einen unterirdischen Tunnel. Eine unterirdische Szene entspricht drei Szenen auf der Oberfläche. So wird wertvolle Zeit gespart, jedoch kann dabei leicht ein Schatz übersehen werden. Unter der Erde stehen zudem oftmals Mauern im Weg, die dort ein Weiterkommen nicht mehr zulassen. Um innerhalb des Zeitlimits an alle versteckten Schätze zu kommen, muss der Spieler die richtige Kombination aus über- und unterirdischem Weg herausfinden.
Harry hat zu Beginn 3 Leben und 2000 Punkte. Kontakte mit bestimmten Gegnern wie beispielsweise Skorpionen, Krokodilen oder Treibsand kosten ein Leben. Andere Gegner verlangsamen Harry beziehungsweise kosten Zeit. Kollisionen mit rollenden Baumstämmen kosten Punkte entsprechend der Länge des Kontaktes. Beim Absturz in eine Fallgrube erhält Harry einen Abzug von 100 Punkten. Ein perfektes Spielergebnis entspricht 114.000 Punkten. Dies ist jedoch nur zu erreichen, indem alle Szenen praktisch fehlerfrei durchgespielt werden und der Spieler keinen einzigen Punktabzug erhält.
Alle 255 Szenen des Spielgebietes sind ringförmig aufgebaut, so dass Harry das Spielgebiet sowohl rechts- als auch linksherum durchlaufen kann. In der Spielanleitung gibt Entwickler David Crane selbst den Hinweis, von Beginn an gleich linksherum zu laufen. Man erleichtere sich so das Spielen, da vor allem die Baumstämme immer von rechts nach links rollen. Außerdem wird die Spielfigur beim Verlust eines Lebens standardmäßig am linken Rand abgesetzt, so dass die jeweilige Szene anschließend leichter durchlaufen – oder direkt mit der links nachfolgenden Szene – begonnen werden kann.

## Rezeption
Danny Goodman von Creative Computing Video & Arcade Games erklärte, dass Pitfall! unter den Dutzenden von 2600-Spielen, die auf der Consumer Electronics Show im Sommer 1982 angekündigt wurden, „eine herausragende Stellung“ einnehme, ein „sehr originelles Cartridge, das auf keinem VCS fehlen sollte“. Arcade Express besprach die Atari 2600-Version von Pitfall! im August 1982 mit der Aussage, dass es „vielleicht das beste Abenteuerspiel ist, das bisher für das VCS produziert wurde“ und gab ihm die Note 8 von 10. Electronic Games lobte im Juni 1983 die „hervorragende Grafik und die abwechslungsreiche Spielaktion“ der 2600-Version.
Goodman war überrascht, dass die Grafik der Intellivision-Version nicht wesentlich besser war als die der 2600-Version. Video Games kritisierte im März 1983 Activision dafür, dass die Grafik der Intellivision-Version nicht verbessert wurde: „Wir alle wissen, dass man auf dem Intellivision mehr mit der Grafik machen kann als auf dem VCS. Warum also keine Verbesserungen in Pitfall?“
Die 2600-Version von Pitfall! wurde bei den 4. jährlichen Arkie Awards als „Bestes Adventure-Videospiel“ ausgezeichnet.  1995 setzte die Zeitschrift Flux das Spiel auf Platz 33 ihrer „Top 100 Video Games“ und Game Informer platzierte es 2001 auf Platz 41 ihrer Top 100 Videospiele aller Zeiten. 2004 wurde Pitfall! in die GameSpot-Liste der besten Spiele aller Zeiten aufgenommen. 2013 listete Entertainment Weekly es als eines der zehn besten Atari-2600-Spiele auf.

## Wirtschaftliches
Pitfall! war kommerziell sehr erfolgreich (es ist mit mehr als 4 Millionen verkauften Einheiten nach Pac-Man das zweitmeistverkaufte Spiel für das Atari-2600-System) und erschien auch für andere gängige Konsolen und Heimcomputer, z. B. ColecoVision und C64.

## Nachfolger
- Pitfall II: Lost Caverns 1984 für Atari 2600, Atari 8-Bitter und C64 erschienen,[11] war die Fortsetzung zum ersten Spiel (wieder von David Crane). Technisch weiterentwickelt, ging es nicht mehr ausschließlich nach links oder rechts, sondern auch nach unten oder oben. Es gab auch wesentlich mehr Objekte, denen ausgewichen werden musste. Für die Atari 8-Bitter gab es nach Abschluss des „normalen“ Spieles ein 2. Level, welches wesentlich schwerer war als das erste.
- Super Pitfall 1987 für das Nintendo Entertainment System.
- Pitfall: Das Maya-Abenteuer 1995 für Windows 95, Atari Jaguar, Super Nintendo Entertainment System, Sega Mega Drive, Sega Mega-CD und Sega Mega Drive 32X. Dieses Spiel hat einen versteckten Level, in dem das ursprüngliche Pitfall! gespielt werden kann. Inzwischen gibt es von diesem Titel auch Umsetzungen (Portierungen) für andere Systeme, z. B. von THQ für den Game Boy Advance.
- Pitfall 3D: Beyond the Jungle 1998 für die PlayStation.
- Pitfall: Die Verlorene Expedition 2004 für Xbox, PlayStation 2, Nintendo GameCube, Game Boy Advance, Mobiltelefone.
- Pitfall: Das große Abenteuer 2007 für Wii. Das Spiel ist ein Port von Pitfall: Die verlorene Expedition.
- Pitfall! 2013 für iOS- und Android-Geräte

## Sonstiges
Das Spiel taucht in der Serie South Park in der Folge Nur körperliche Liebe im Vatikan? (8. Folge der 6. Staffel, Erstausstrahlung am 7. März 2002) auf.
Sowohl Pitfall! als auch seine Fortsetzung Pitfall II: Lost Caverns sind als spielbare Easter Eggs in mehreren Call-of-Duty-Titeln enthalten, z. B. in Call of Duty: Infinite Warfare, Call of Duty: Black Ops Cold War und Call of Duty: WWII.
Pitfall! wird in dem Film Ready Player One als „eines der einzigen 2600 Spiele, das noch nicht zu Ende ist“ erwähnt.
Im Jahr 2012 veröffentlichte Activision Pitfall! für iOS, gefolgt von einer Version für Android. Das Spiel ist ein 3D-Endlos-Runner im Stil von Temple Run.